# Günter Maas (Ringer)
Günter Maas (* 15. November 1941 in Elm, Saarland) ist ein ehemaliger deutscher Ringer. Er war siebenfacher deutscher Meister und Olympiateilnehmer.

## Werdegang
Günter Maas begann im Alter von 11 Jahren beim AC Elm mit dem Ringen. Er betätigte sich dabei in beiden Stilarten, dem freien und dem griechisch-römischen Stil. Im Laufe seiner Karriere rang er neben dem AC Elm auch noch für den KSV Schwalbach, den KSV Eppelborn, den ASV Schifferstadt und für die WKG Schwalbach/Schwarzenholz/Elm/Ensdorf.
Günter Maas, der den Beruf eines Lehrers ergriff, war ausgesprochen leicht. In den ersten Jahren seiner Karriere rang er noch im Fliegengewicht, der Gewichtsklasse, die bis 52 kg Körpergewicht reichte. In jenen Jahren gehörte er zwar zur saarländischen Spitzenklasse, konnte aber auf bundesdeutscher Ebene keine größeren Erfolge erzielen. Das Fliegengewicht wurde in der BRD von Paul Neff und Rolf Lacour beherrscht.  Die einzige Medaille, die er bis 1968 bei einer deutschen Meisterschaft gewann, war die für den 3. Platz bei der deutschen Junioren-Meisterschaft 1962 im freien Stil.
Die Zeit von Günter Maas kam 1969, als das Papiergewicht eingeführt wurde, die bis 48 kg ging. In dieser Gewichtsklasse errang er von 1969 bis 1976 insgesamt sieben deutsche Meistertitel in beiden Stilarten. Dazu kommt noch eine deutsche Mannschafts-Meisterschaft, die er 1971 mit dem Team des ASV Schifferstadt gewann.
1969 wurde er erstmals bei einer internationalen Meisterschaft, der Europameisterschaft in Sofia eingesetzt. Er kam dort im freien Stil auf den 9. Platz. Bei der Weltmeisterschaft 1971, die ebenfalls in Sofia stattfand, besiegte er im griechisch-römischen Stil den US-Amerikaner Wayne Homes und Ferenc Seres aus Ungarn, unterlag aber gegen Stefan Angelow aus Bulgarien und Rahim Aliabadi aus dem Iran. Er belegte damit in der Endabrechnung den 7. Platz.
Bei den Olympischen Spielen 1972 in München wurde er wieder im griech.-röm. Stil eingesetzt. Nach einem Freilos in der 1. Runde unterlag er gegen Rahim Aliabadi und Kazuhara Ishida aus Japan und erreichte den 8. Platz.
Den Abschluss seiner internationalen Ringerlaufbahn bildete der 10. Platz im griech.-röm. Stil bei der Weltmeisterschaft 1973 in Teheran. Er siegte dort über Karoly Kanczar aus den Vereinigten Staaten und unterlag gegen Raimo Hirvonen aus Finnland und Ryszard Swierad aus Polen.
Einige schöne Erfolge gelangen Günter Maas bei gut besetzten internationalen Turnieren. So gewann er 1970 die internationale US-amerikanische Meisterschaft, 1971 beim Klippan-Turnier in Schweden und 1973 beim Großen Preis der Bundesrepublik Deutschland in Moosburg an der Isar.
Nach seiner aktiven Zeit war Günter Maas beim Saarländischen Ringerverband viele Jahre lang als Trainer im Nachwuchsbereich tätig.

## Internationale Erfolge
| Jahr | Platz | Wettbewerb                                   | Stil | Gewichtsklasse | |
| 1969 | 9.    | EM in Sofia                                  | F    | Papier         | nach Niederlagen gegen Ognjan Nikolow, Bulgarien u. Marcel Micek, CSSR                                                           |
| 1970 | 2.    | Klippan-Turnier                              | GR   | Papier         | hinter Rolf Andersson, Schweden u. vor Seger, Schweden                                                                           |
| 1970 | 1.    | Intern. USA-Meisterschaft                    | GR   | Papier         | vor Kardy, Geller u. Vaughn, alle USA                                                                                            |
| 1971 | 1.    | Klippan-Turnier                              | GR   | Papier         | vor Stanjek, Polen u. Kaprol, DDR                                                                                                |
| 1971 | 7.    | WM in Sofia                                  | GR   | Papier         | mit Siegen über Wayne Holmes, USA u. Ferenc Seres, Ungarn u. Niederlagen gegen Stefan Angelow, Bulgarien u. Rahim Aliabadi, Iran |
| 1972 | 2.    | Klippan-Turnier                              | GR   | Papier         | hinter Gheorghe Berceanu, Rumänien u. vor Bernd Drechsel, DDR u. Stefan Angelow                                                  |
| 1972 | 3.    | Vorolympisches Turnier in München            | GR   | Papier         | hinter Stoico Krastew, Bulgarien u. Bernhard Sczepanski, Polen                                                                   |
| 1972 | 8.    | OS in München                                | GR   | Papier         | nach Niederlagen gegen Rahim Alidabadi u. Kazuhara Ishida, Japan                                                                 |
| 1973 | 1.    | Großer Preis der BRD in Moosburg an der Isar | GR   | Papier         | vor Christow, Bulgarien u. Ryszard Swierad, Polen                                                                                |
| 1973 | 10.   | WM in Teheran                                | GR   | Papier         | mit einem Sieg über Karoly Kanczar, USA u. Niederlagen gegen Raimo Hirvonen, Finnland u. Ryszard Swierad                         |

Anm.: OS = Olympische Spiele, WM = Weltmeisterschaft, EM = Europameisterschaft, F = freier Stil. GR = griechisch-römischer Stil, Papiergewicht bis 48 kg Körpergewicht

## Deutsche Meisterschaften
| Jahr | Platz | Ort             | Stil | Gewichtsklasse |                                                                             |
| 1969 | 1.    | Saarbrücken     | GR   | Papier         | vor Mario Sabattini, Freiburg u. Erwin Drywa, Witten                        |
| 1969 | 1.    | Dortmund        | F    | Papier         | vor Erwin Drywa u. Armin Diepold, München                                   |
| 1970 | 1.    | Freiburg        | GR   | Papier         | vor Erwin Drywa u. Alfred Silberhorn, Tennenbronn                           |
| 1970 | 1.    | Schifferstadt   | F    | Papier         | vor Willi Heckmann, Schifferstadt u. Günter Hug, Ziegelhausen               |
| 1971 | 1.    | Bad Reichenhall | GR   | Papier         | vor Wolfgang Fausel, Dewangen u. Fritz Schmidt, Elversberg                  |
| 1972 | 1.    | Tuttlingen      | GR   | Papier         | vor Rolf Krauß, Ludwigshafen am Rhein u. Heinz Schmidt (Ringer), Köllerbach |
| 1976 | 1.    | Aschaffenburg   | GR   | Papier         | vor Heinz Schmieden, Mainz u. Günter Schenk Dettingen                       |